# إف غاري غراي
فيلكس غاري غراي (بالإنجليزية: Felix Gary Gray)‏ ولد في 17 يوليو 1969 في هاي لاند بارك بولاية إلينوي، هو مخرج سينما وأغاني مصورة من أصل أمريكي-أفريقي.
أخرج غراي أكثر من 30 أغنية مصورة لمطربين كآيس كيوب، كوين لطيفة، در دري وجاي زد وفاز بعدة جوائز عن أعمال الفيديو التي أخرجها. تخرج من كلية جولدن ستيت بأوكسنارد بكاليفورنيا.

## أفلامه
- (2009) مواطن ملتزم بالقانون
- (2008) The Brazilian Job
- (2005) Be Cool
- (2003) The Italian Job
- (2003) A Man Apart
- (1995) The Negotiator
- (1996) Set It Off
- (1995) Friday

## أغاني مصورة
- Show Me What You Got ل جاي زد (2006).
- How Come, How Long ل بيبي فيس (2004).
- (2001) I Ain't Goin' Out Like That
- (2001) When The Ship Goes Down
- Ms. Jackson ل آوت كاست (2000).
- If I Could Turn Back the Hands of Time ل روبرت كيلي (1999).
- Waterfalls ل تي إل سي (1995).
- Southernplayalisticadillacmuzik ل آوت كاست (1994).
- It Was a Good Day ل آيس كيوب (1992).

## وصلات خارجية
- إف غاري غراي على موقع IMDb (الإنجليزية)
- إف غاري غراي على موقع روتن توميتوز (الإنجليزية)
- إف غاري غراي على موقع ألو سيني (الفرنسية)
- إف غاري غراي على موقع ميوزك برينز (الإنجليزية)
- إف غاري غراي على موقع أول موفي (الإنجليزية)
- إف غاري غراي على موقع بوكس أوفيس موجو (الإنجليزية)
- إف غاري غراي على موقع قاعدة بيانات الأفلام السويدية (السويدية)
- إف غاري غراي على موقع إن إن دي بي (الإنجليزية)
- إف غاري غراي على موقع ديسكوغز (الإنجليزية)
- إف غاري غراي على موقع قاعدة بيانات الفيلم (الإنجليزية)
- صفحة إف غاري غراي في موقع IMDB.